# Basket-ball des sourds

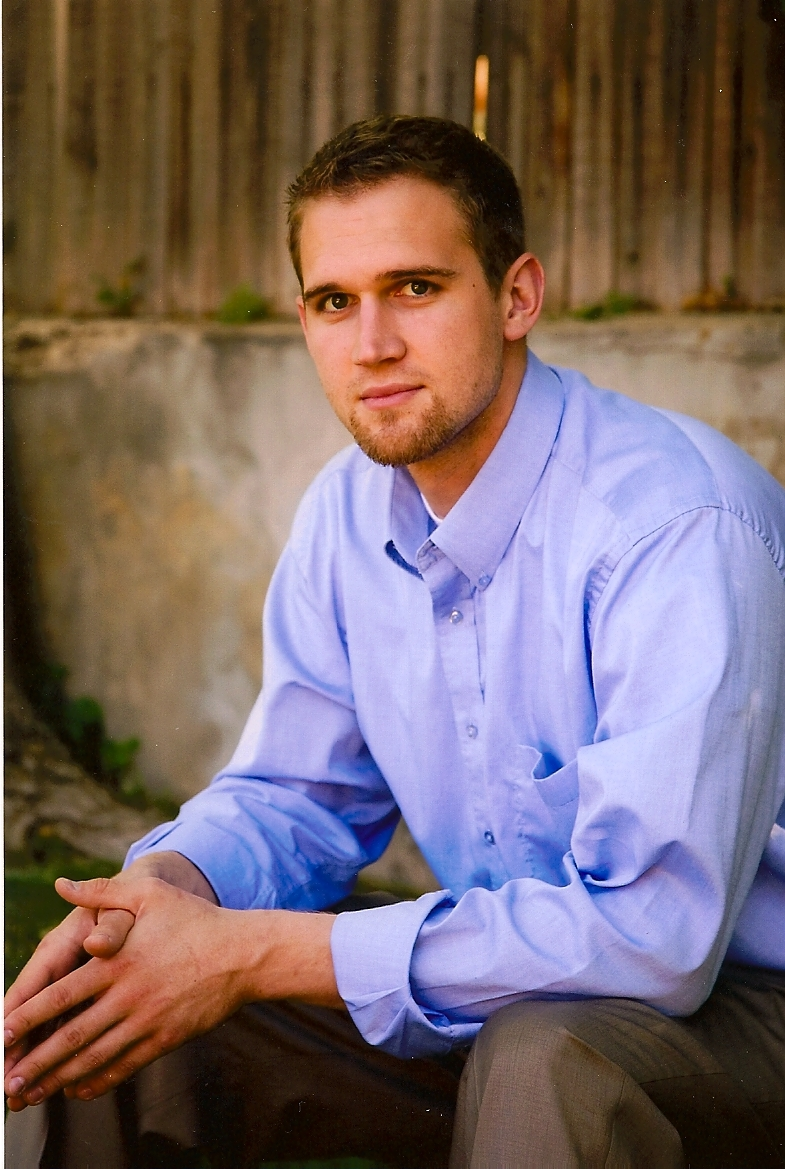
Le joueur américain Lance Allred. Atteint de surdité à 80%, il évolua notamment dans la franchise NBA des Cavaliers de Cleveland.

Le basket-ball des sourds, également appelé basket-ball sourd ou basket sourd, est un handisport dérivé du basket-ball pratiqué par des joueurs atteints de surdité.
La langue des signes est utilisé pour l'arbitrage et la communication entre les joueurs.
Le basket-ball des sourds est l'un des principaux sports des Deaflympics. Les compétitions sont organisées sous l'égide de la Fédération internationale de basket-ball des sourds (DIBF).

## Organisations
Le basket-ball sourd est notamment réglementé par des organisations nationales comme l'USADB (United States of America Deaf Basketball), Deaf Basketball UK ou Deaf Basketball Australia.

## Joueurs
Le basket-ball des sourds a gagné en visibilité médiatique grâce à des joueurs atteints de surdité partielle comme Lance Allred, qui a évolué en NBA dans l'équipe des Cleveland Cavaliers. Atteint d'une surdité à 75-80%, il joue avec un appareil auditif. Tamika Catchings, l'une des meilleures basketteuses de l'histoire, est atteinte de surdité partielle et a très tôt appris à lire sur les lèvres de ses partenaires de jeu : en match, elle se passe même de son appareil auditif.
Le joueur et international slovène Miha Zupan, également atteint de surdité partielle, a joué au poste d'ailier fort dans de grands clubs européens, dont le Spartak Saint-Pétersbourg. 